# MIPS
MIPS je skraćenica od engleskog izraza Milions of Instructions Per Second, što u prevodu na srpski jezik znači milioni instrukcija po sekundi. To je jedan od najstarijih i ujedno jedan od najvarljivijih načina merenja performansi procesora. 

## Upotreba
MIPS se originalno upotrebljava da računa brzinu, odnosno performanse, procesora. On predstavlja puko merenje broja izvršenih instrukcija u jedinici vremena. 
U 1970-tim, performanse minikompjutera su upoređivane korištenjem VAX MIPS-a, gdje su brzine merene upoređujući brzinu merenog računara sa VAX 11/780 mašinom, koja je obežena kao "1MIPS" mašina. Ova mera je nazivana i VUP - VAX Unit of Performance (VAX-ova jedinica performansi), pošto je ova mašina bila gotovo ekvivalentna u performansama sa IBM System/370 model 158-3 mašinom, koja je bila široko prihvaćena u računarskoj industriji kao 1MIPS mašina. 
Većina 8-bitnih i ranih 16-bitnih mikroprocesora su imali performanse merene u kIPS (hiljade instrukcija po sekundi), što je jednako sa 0,001 MIPS. Prvi mikroprocesor opšte namene, intel i8080 je radio na 640 kIPS-a. Intelov i8086, prvi 16-bitni mikroprocesor je radio na 800 kIPS-a. Prvi 32-bitni PC računari sa procesorom i80386 (popularni 386), radio je na otprilike 3 MIPS-a.

## Kritike
Ne treba se mnogo zamisliti da bi se našle sve kritike MIPS-a. Broj instrukcija za određeni program je potpuno zavisan od programa i arhitekture instrukcijskog seta (ISA). Tako npr. najpoznatiji program "Hello world", kada kompajliramo za CISC arhitekturu koristi oko 10 instrukcija, dok isti kompajliran za RISC arhitekturu koristi oko 20 instrukcija. Ukoliko program koristi istu količinu vremena za izvršenje na oba procesora (i CISC i RISC), RISC čip će imati MIPS rejting dva puta veći od CISC čipa, čak iako oba čipa rade istu količinu posla za isto vreme. 
Da bismo ovo još malo potkrijepili činjenicama, kao ilustraciju uzećemo i najbanalniji primer sabiranja dva broja. 
Za mikroprocesore koji su sposobni da operišu sa 3 operanda za aritmetičke operacije (CISC arhitektura), operacija sabiranja se svodi na izvršavanje jedne instrukcije:
Druga arhitektura, (neki hibrid) bi ovu operaciju izvršio u sledećim koracima:
Ako sada pogledamo mašinu koja je sva u RISC arhitekturi, i koja će imati samo dve operacije sa memorijom: LOAD i STORE:
Zamislimo sada da imamo tri ovakva mikroprocesora i da svaki od njih izvrši to sabiranje u istom vremenskom intervalu. Kao rezultat dobili bi smo da prvi procesor ima 1MIPS, drugi ima 3MIPS-a a treći 4MIPS-a. Naravno da ovo ništa ne govori o njihovoj snazi... Oni su isti posao izvršili u isto vreme, oni su jednake snage.
Ne treba se mnogo zamisliti da se uz trenutnu "zbrku" koja postoji u modernim arhitekturama, gde se stapaju pojmovi CISC i RISC, apsolutno gubi i svaki smisao računanja performansi procesora uz pomoć MIPS-a. U modernoj literaturi često se može naići i na nove "definicije" pojma MIPS: "MisInformation to Promote Sales (Dezinformacija za povećavanje prodaje)" ili "Meaningless Indicator of Processor Speed (Beznačajni indikator procesorske brzine)".

## Takođe pogledajte
- FLOPS